# 狗一樣！
《狗一樣！》（英語：Like A Dog）是馬來西亞華裔歌手黃明志推出的一首農曆狗年賀歲歌曲。
該歌曲的MV中，有舞蹈員穿上狗形狀的頭套，远方背景为布城首相署，由于有“粉红清真寺”之称的布特拉回教堂就在首相署附近，使其被误认为在清真寺前拍摄，由于狗被穆斯林视为不洁动物，因而《狗一樣》這首歌曲被指侮辱伊斯蘭教，黃明志也因此一度被馬來西亞警方拘留。

## 音乐视频
黃明志在2018年2月10日在Youtube发布的视频中，唱出世界各地不同语言中的狗叫声拟声词，但轮到马来西亚的部分却是“马来西亚的狗都爱叫mari-mari wang-wang”，马来文意为“钱”，又与中文“旺”谐音，而为“来”，该短语字面上寓意“财源滚滚”、“旺来”等新年贺语。但由于远方背景为布城首相署，被解读为影射当时正卷入一个马来西亚发展有限公司丑闻（1MDB）的纳吉政府“财源滚滚”。
影片中有带着狗頭套的舞蹈员，甚至也有模仿狗交配时的动作，即有搞笑意味，也被认为猥亵讽刺。

## 拍摄地点
当地马来文报纸《马来西亚前锋报》指责他在首相署附近的布特拉回教堂前面带狗面具跳舞，有亵渎伊斯兰教之嫌，副首相阿末扎希及文化与旅游部长纳兹里更警告会采取行动对付，但黄明志澄清他的拍摄地点是在布城大马路旁的活动广场，并不拍摄任何宗教场所。诚信党的雪邦国会议员哈尼巴迈丁亦声援黄明志，认为影片虽嘲讽时事，但无关宗教课题。无论如何，在警方在接获投报后，援引种族与宗教仇恨相关法令调查，黄明志在2月22日主动前往录供，并被扣留4天调查，至2月26日获释外出。总检察署也未再有进一步行动。
该活动广场位于马来西亚皇家关税局总部前面，距离首相署约1公里，离布特拉回教堂也实际上也有800米远。